# Clifford's Puppy Days
Clifford, o Cachorrinho (no original, Clifford's Puppy Days) é uma série de desenho animado baseada em uma coleção de livros infantis de Norman Bridwell e conta a história de Clifford, um cachorro vermelho que foi adotado por Emily Elizabeth, sua dona, por ser o menor dentre os seus irmãos e que dentro de pouco tempo cresceu e tornou-se um cachorro gigante.

## Personagens
- Clifford: Um cachorrinho vermelho e o protagonista do desenho.
- Emily Elizabeth: É dona de Clifford.
- Nina: É amiga de Emily Elizabeth.
- Shaun: Também é amigo de Emily Elizabeth.
- Violeta: É uma coelhinha e vegetais de Clifford.
- Jorge: É um cachorro e amigo de Clifford.
- Edigar: Foi babá de os quatro amigos.
- Norberto: É amigo de Clifford e é um pássaro.
- Sr. Salomão: Anda de cadeira de rodas e é amigo de os três amigos.
- Flor: É amiga de Clifford e é um vegetais.
- Zu: É amigo de Clifford, é um gatinho Bicho Papao e é irmão de Vegetais um o.
- Vanessa: É a garota que os vegetais gosta.
- Sr. Sidasque: É amigo de Clifford e é um ratinho patinho.
- Sra. Sidasque: É amiga de Clifford e é os vegetais.